# Fondue

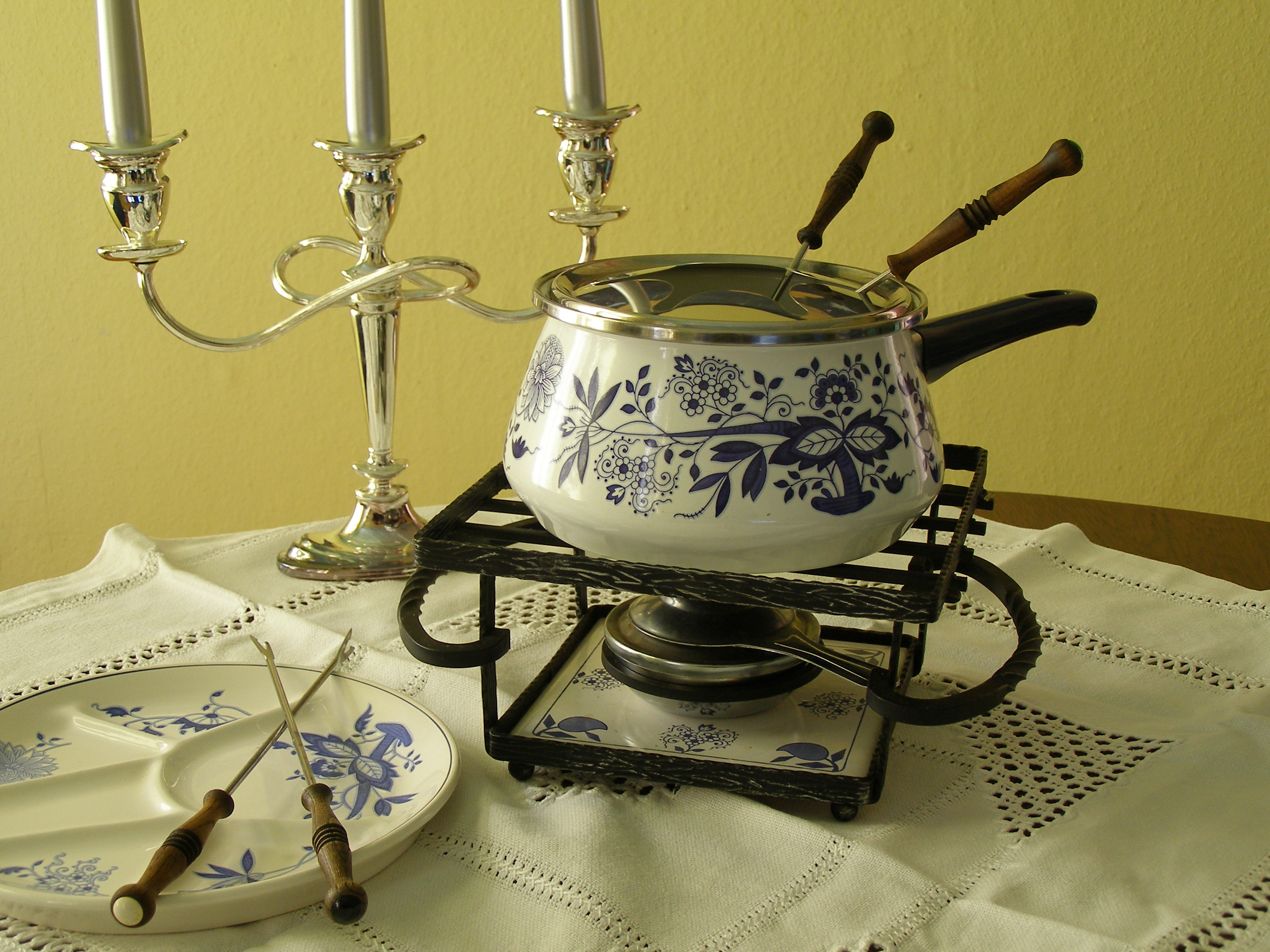
Vleesfonduepan

Fondue is een gerecht waarbij voedingsmiddelen in kleine stukjes worden ondergedompeld in een warme of hete vloeistof.

## Soorten fondue

### Kaasfondue

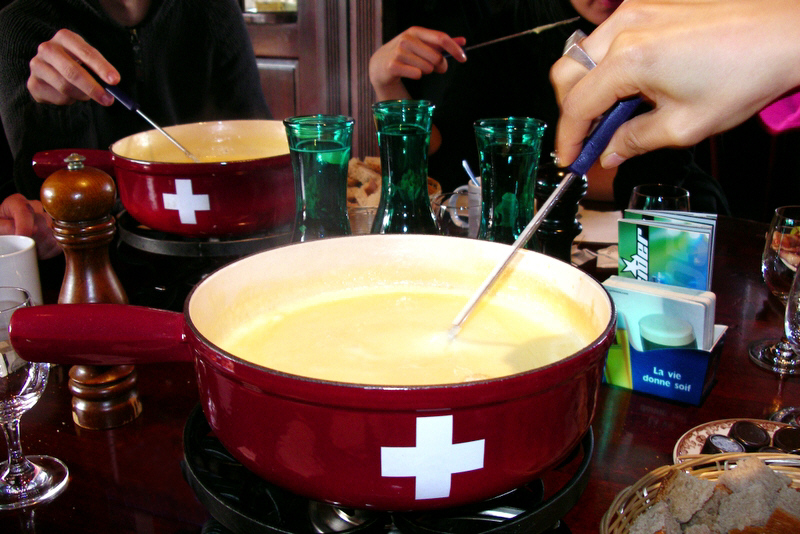
Kaasfondue

Kaasfondue zou in de 18e eeuw uit noodzaak zijn ontstaan. Het woord fondue is afkomstig van het Franse woord “fondre”, wat smelten betekent. In de zomermaanden gemaakte kazen waren destijds in de winter verouderd en onverteerbaar geworden. Door deze te verwarmen en te verdunnen met melk ontstond een soort kaassoep. Deze zou dan worden gegeten met wat men toen voorhanden had, zoals aardappelen. Met het stijgen van de welvaart en betere bewaartechnieken raakte deze kaassoep in de vergetelheid. De juistheid van bovengenoemde wordt wel in twijfel getrokken omdat in die tijd kaas vooral een luxeproduct was.
De kaasfondue werd omstreeks 1930 door de Schweizerische Käseunion als Zwitsers nationaal gerecht gepromoot. In de jaren zestig werd het gerecht ook in Noord-Amerika populair. Vanwege de enorme diversiteit en kwaliteit van de kazen werd het een luxemaaltijd. Vanaf die tijd wordt kaasfonduen gedaan door stukjes stokbrood in de gesmolten kaas te dopen. De fondue wordt dan bereid met witte wijn.
Het moderne recept wordt geacht afkomstig te zijn uit Zwitserland. De ingrediënten die daarvoor worden gebruikt verschillen per streek. Het zijn Gruyère/Vacherin - kaas in het Franstalige deel van Zwitserland, maar in het Duitstalige deel van Zwitserland wordt eerder Emmentaler gemengd met witte wijn. Verder is er zetmeel nodig om de fondue te binden. Naar smaak wordt knoflook, nootmuskaat, boleten, peper en kirsch toegevoegd. 
In Zwitserland wordt kaasfondue vaak aangeboden in hotels.
Volgens sommigen is het laatste restje, de enigszins gekaramelliseerde laag op de bodem van de pan het lekkerste. In Zwitserland wordt het la réligieuse (de non) of Grossmueter (de oma) genoemd.
In Nederland wordt kaasfondue ook gemaakt van Goudse kaas. In België met Gruyère, Emmentaler of Comté en wordt er gevarieerd met bier in plaats van witte wijn.
Enkele van de voornaamste Zwitserse kaasfondues:
| De kazen                                  | De fondues           |
| ----------------------------------------- | -------------------- |
| 100% Gruyère                              | Vaudoise             |
| 100% Vacherin                             | Fribourgeoise        |
| 50% Gruyère en 50% Vacherin               | Moitié-Moitié        |
| 50% Gruyère en 50% Emmentaler             | Neuchâteloise        |
| 1/3 Gruyère, 1/3 Emmentaler en 1/3 Sbrinz | Centraal Zwitserland |
| 1/3 Emmentaler, 1/3 Beaufort en 1/3 Comté | Savoyarde            |
| 100% Comté                                | Jurassienne          |

### Vleesfondue

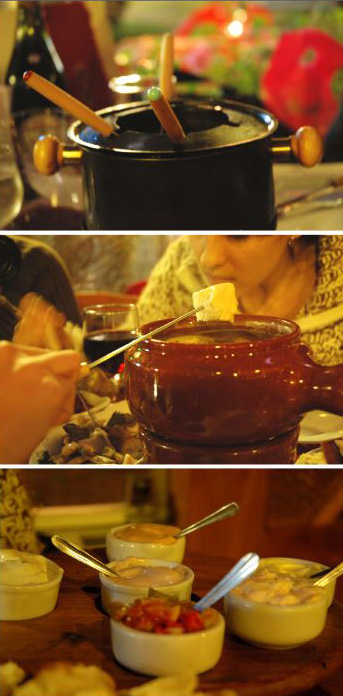
Een fondue bourguignonne: Bovenaan is een pot met hete palmpitolie voor de vleesfondue, in het midden een caquelon voor de kaasfondue en onderaan diverse sausen voor het dippen van het vlees.

Ook wel fondue Bourguignonne genoemd. Hierbij wordt vlees gedoopt in hete neutraal smakende plantaardige olie die goed verhit kan worden zoals bijvoorbeeld zonnebloem-, druivenpit- of arachideolie. Daarbij worden allerlei sausjes geserveerd zoals:
- Bearnaisesaus
- Bourguignonne
- Ketchup
- Mayonaise met curry van Madras
- Mayonaise met ketchup
- Mayonaise met knoflook
- Mayonaise met stukjes ui en peterselie
- Mayonaise met veenbessen
- Pepersaus
- Boter van de Chef (Boter met mosterd en peterselie)

### Oosterse fondue

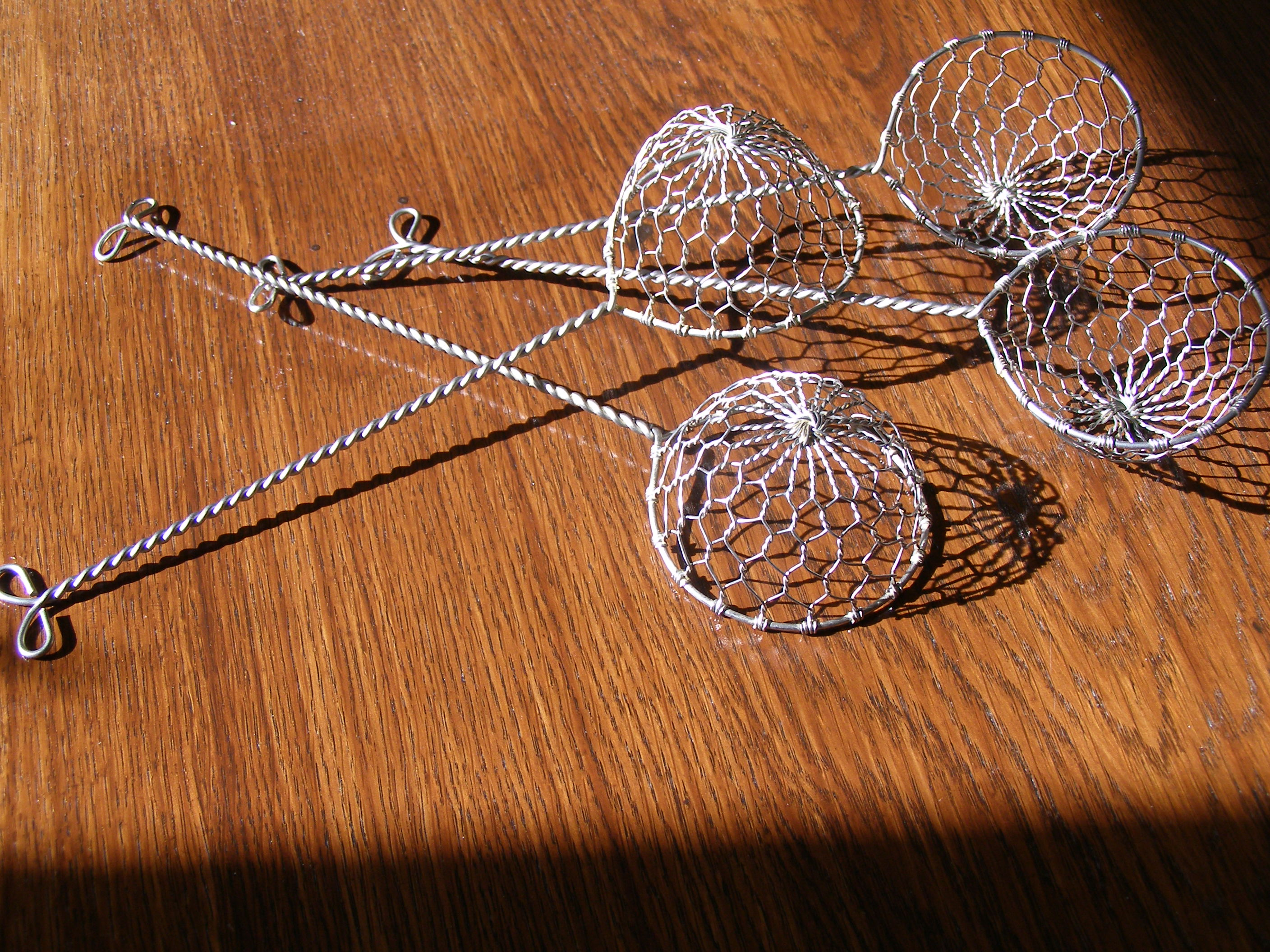
Mandjes voor vis- of het Oosters fondue

In China kent men een op fondue lijkend gerecht, dat men huo guo noemt (火鍋, letterlijk: "vuurpan" maar in het Engels vertaald als "hot pot" of soms "steamboat"). Bij deze fondue worden vlees, vis, aardappelen of groenten met hulp van kleine of grotere metalen mandjes of eetstokjes gedoopt in hete bouillon. Het gare voedsel wordt vervolgens nog in een dipsaus gedoopt.
Zowel de voedingsmiddelen, de dipsaus als de samenstelling van de bouillon kan wisselen naargelang de streek in China waar de variant vandaan komt. De bouillon kan variëren van mild tot zeer pittig. In tegenstelling tot westerse fondue is het de bedoeling dat het voedsel in de bouillon wordt achtergelaten, er blijven dus geen mandjes in de fondue hangen. Wanneer het voedsel gaar is kan het uit de bouillon worden geschept met de mandjes of, wanneer men geen mandjes gebruikt, met de eetstokjes. 
Bij het eten van huo guo dient men erop bedacht te zijn dat sommige voedingsmiddelen meer bereidingstijd nodig hebben dan andere. Ook is het belangrijk lepels en stokjes waarmee men de rauwe ingrediënten toevoegt gescheiden te houden van de stokjes waarmee men eet, ter voorkoming van voedselvergiftiging. Men kan ook eetgerei ontsmetten door het even in de hete bouillon te dopen.
Het gerecht is zeer populair in China. Er bestaan restaurants die zich in Chinese fondue hebben gespecialiseerd. Met de emigratie van Chinezen naar het buitenland en de globalisering, wint het gerecht ook meer en meer aan populariteit buiten China. In Aziatische winkels is hotpotbouillon te verkrijgen, en men kan het met een gewoon fonduetoestel bereiden.

### Visfondue
Stukjes vis worden gedoopt in hete visbouillon.

### Chocoladefondue

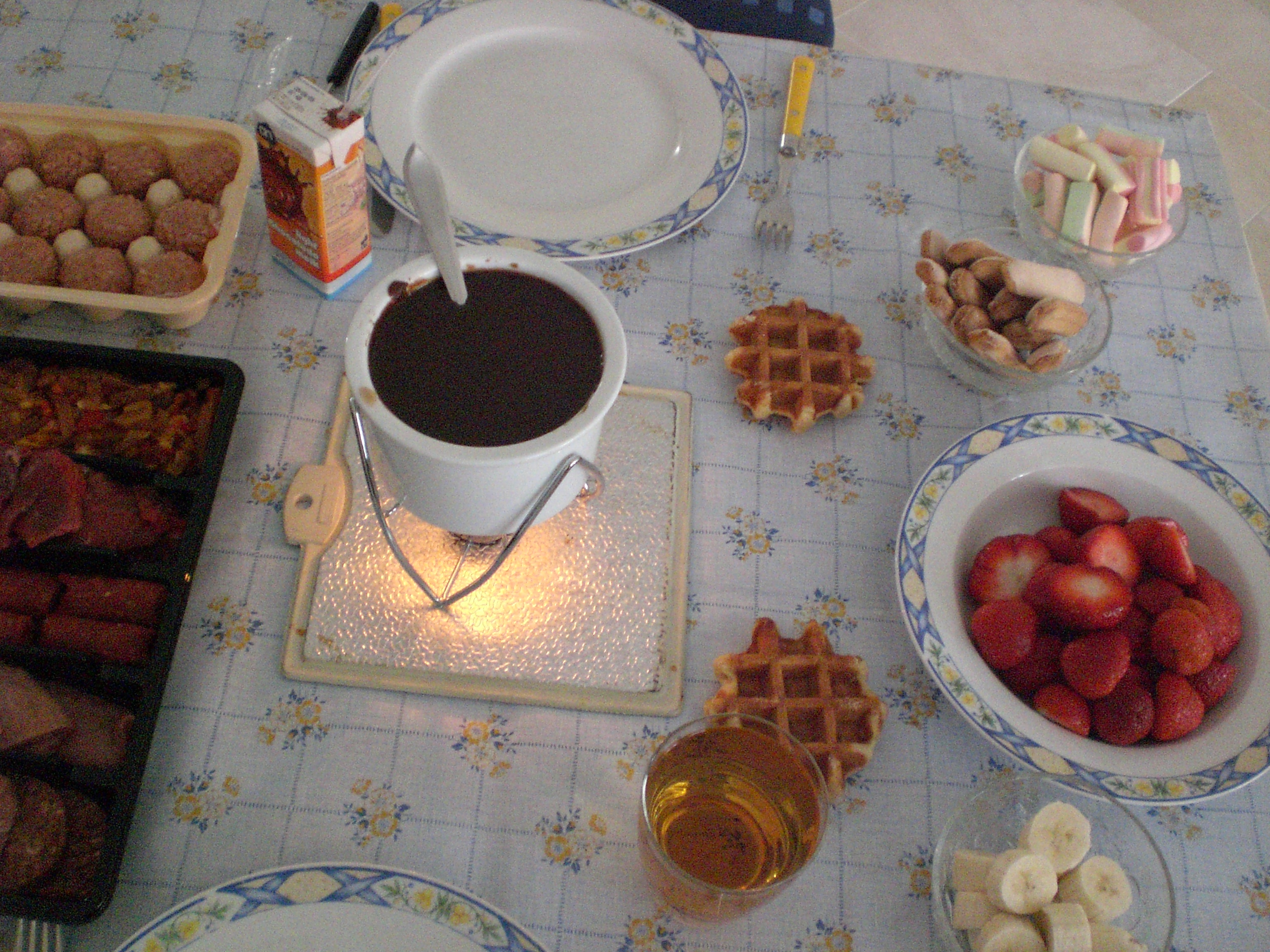
Chocoladefondue

Stukjes cake en fruit worden in een kom van meestal aardewerk of porselein met gesmolten chocolade gedoopt. De chocoladefondue kan deel uitmaken van een ontbijt, als traktatie op de middag of als nagerecht.
Een feestelijke variatie op de kom met chocolade is de chocoladefontein.

### Satéfondue

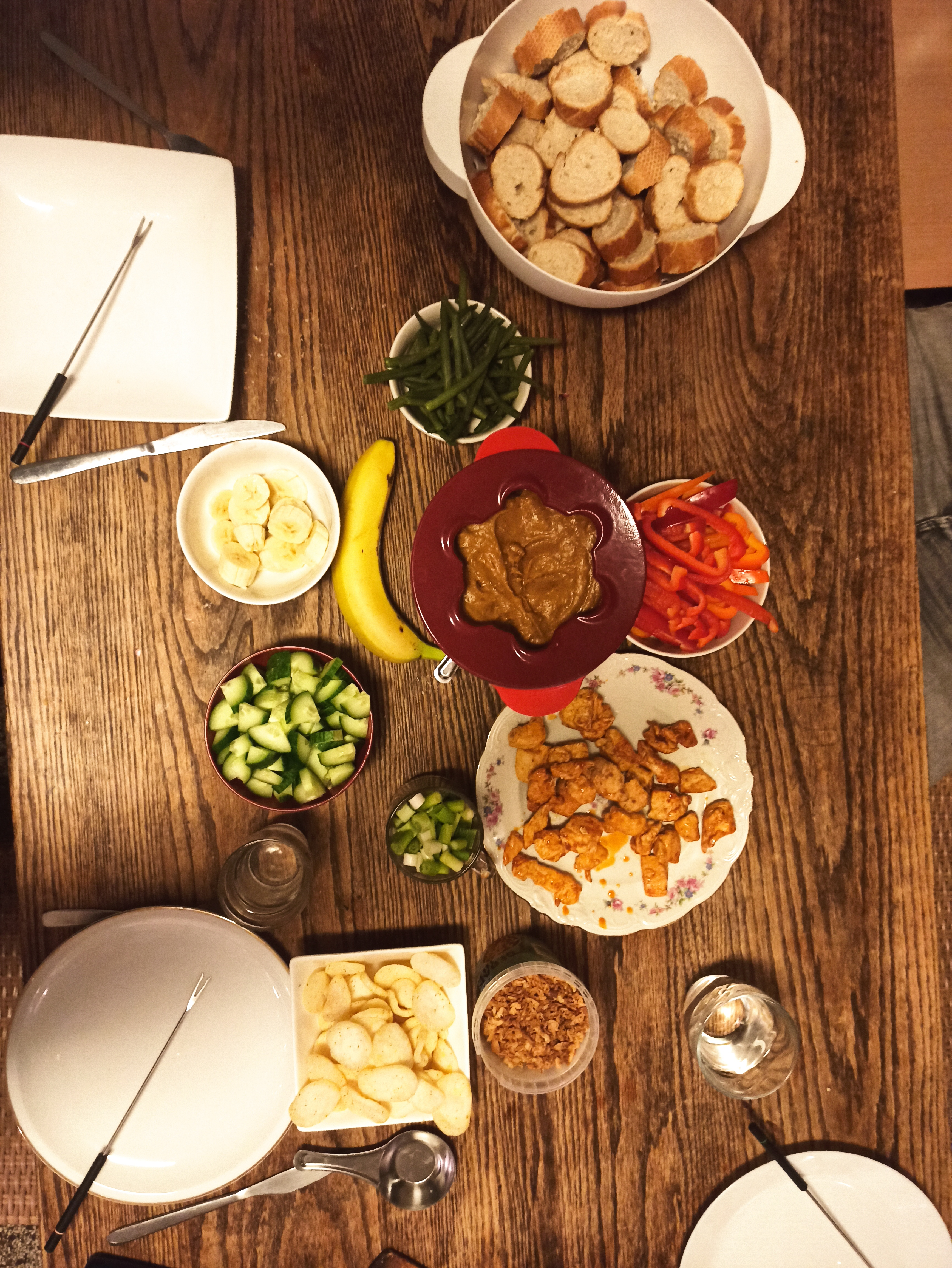
Satéfondue

Een van oorsprong Tilburgse traditie is de satéfondue. Bij deze fondue is pindasaus het hoofdbestandsdeel en dit wordt veelal gecombineerd met kip en sperziebonen. Zowel de samenstelling van de pindasaus als de verdere ingrediënten kennen vele variaties.

## Hulpmiddelen
Om fondue te eten is een aantal hulpmiddelen nodig. De hete vloeistof bevindt zich in een fonduepan, of voor kaasfondue een caquelon.
De vloeistof wordt warm gehouden op een brander die brandt op spiritus. Bij voorkeur is de vlam hiervan regelbaar zodat de vloeistof op de juiste temperatuur gehouden kan worden. Bij de bouillon fondue (waarbij de bouillon zachtjes kookt) is dit minder kritisch, omdat een kokende vloeistof dezelfde temperatuur behoudt. Voor zowel olie als gesmolten kaas geldt dat de vloeistof goed op de juiste temperatuur gehouden moet worden. Er bestaan ook elektrische fonduepannen, waarbij de vloeistof door een verwarmingselement onder de pan wordt verhit. De sterkte hiervan kan dan met een draaiknop aan de voorzijde worden geregeld.
Fonduevorken zijn lange vorken met meestal 2 punten waaraan het in te dopen voedsel wordt vastgeprikt. Ze hebben ook een houten handvat om te voorkomen dat mensen hun vingers branden als de vork in de fondue wordt gedoopt.

## Gezelligheid
Fonduen wordt door veel mensen ervaren als een gezellige manier om de maaltijd te gebruiken. Alle personen zitten om de tafel en dopen hun fonduevork in dezelfde pan. De maaltijd duurt lang en men heeft rustig de tijd om met elkaar te praten, vergelijkbaar met gourmetten. Fonduen wordt daarom ook gezien als een maaltijd die vaak op speciale feestdagen wordt geserveerd, zoals tijdens Kerstmis.